# Жезуш, Томе де
Брат Томе́ де Жезу́ш (порт. Frei Tomé de Jesus; до реформы 1911 года — порт. Thomé de Jesus, в миру Томе де Андраде порт. Thomé de Andrada; около 1529, Лиссабон — 1582/1583, Сажена (порт. Sagena), Марокко) — монах-августинец ордена отшельников св. Августина (лат. OESA; Ordo Eremitarum sancti Augustini), теолог, португальский религиозный писатель и поэт XVI века, автор богословского трактата «Страсти Христовы» (Trabalhos de Jesus). Это мистическое произведение португальской литературы обрело европейскую известность, было переведено на 7 иностранных языков (испанский, итальянский, французский, английский, голландский, немецкий, латинский) и многократно переиздавалось.

## Биография
В прошлом и вплоть до недавнего времени все источники указывали в качестве точной даты и места смерти 17 апреля 1582 года, Сажена, Марокко, обозначенные современником Томе де Жезуша и автором его биографии Алейшу де Менезешем (1559—1617). На протяжении около четырёх столетий к той биографии ничего существенного добавлено не было, поэтому она служила основным источником сведений о жизни португальского августинца. После обнаружения и публикации последнего письма Т. де Жезуша, датированного 27 ноября 1582 года, время смерти стали обозначать предположительно концом 1582 года или началом 1583 года.
Родился в Лиссабоне в знатной семье Фернана А́лвареша де Андраде, нотариуса и главного казначея, а также члена государственного совета при Жуане III. Мать, дона Изабел де Пайва, была дочерью Нуну Фернандеша Морейры, нотариуса городской палаты Лиссабона. Братья занимали достаточно высокие должности, среди них были командоры и теологи, а Франсишку де Андраде был главным хронистом королевства Португалия. Диогу де Пайва де Андраде боролся против ересей и участвовал в Тридентском соборе. Сестра, дона Виоланте де Андраде, была замужем за доном Франсишку де Норонья, 2-м графом де Линьяреш.
Томе де Андраде с детства проявлял наклонности к религии. Обучался в Коимбре в коллегиуме Милостивой Богоматери (Colégio de N.ª Sr.ª da Graça) под руководством наставника брата Луиша де Монтойя (Frei Luís de Montóia; до реформы орфографии 1911 года Frei Luíz de Montóya, 1497—1569), главного викария Португалии, основателя коллегиума августинцев в Коимбре. За время обучения достиг значительных успехов и завоевал славу весьма образованного и авторитетного проповедника. В 1544 году вступил в конгрегацию отшельников св. Августина коллегиума Милостивой Богоматери в Лиссабоне (Congregação dos Eremitas de Santo Agostinho), приняв имя Томе де Жезуш.
После смерти своего наставника написал его жизнеописание, и тогда же завершил 4-ю часть неоконченного труда «Жизнеописание Христа». Решив уединиться, испросил позволение осесть в монастыре в Торреш Ведраш (convento de Penafirme), где проводил время в молитвах и со временем был назначен его приором. Томе де Жезуш был автором реформы ордена босых августинцев, задуманной по примеру проведенных в Италии преобразований, которая должна была начаться в 1574 году, но её воплощение было отложено и состоялось сто лет спустя при Луизе де Гусман. Таким образом, Жезуш не провёл реформу ордена, а только составил пособие по его преобразованию.
Слава о набожности и добродетелях священника разнеслась по всему королевству с такой силой, что Себастьян I стал испытывать к нему большое уважение, и впоследствии настоял на том, чтобы Томе де Жезуш сопровождал португальские войска в его втором африканском походе. После поражения в битве трёх королей при Алкасер-Кибире (1578) провёл в плену оставшееся время своей жизни. Сестра, графиня де Линьяреш (Condessa de Linhares), братья и другие родственники хлопотали о его выкупе. Филипп II велел послу в Марокко, Педро Ванегасу де Кордова (Pedro Vanegas de Cordova), способствовать освобождению Жезуша. Но раб божий отказался, ответив, что желает умереть, служа пленным в Марокко португальцам для укрепления их стойкости в несчастье. Помимо того августинец для ободрения португальцев написал утешающее так называемое «Письмо португальской нации» (Carta à nação portuguesa).
Был похоронен в Алмаете (Almaeta, Almoeta), Марокко.

## Сочинения
- Jesus T. de. Trabalhos de Jesus :  [порт.] : in 2 vol. / Tomé de Jesus da ordem dos Eremitas de Santo Agostinho, da provincia de Portugal, estando cativo em Berberia. — 5ª edição mais correcta que as precedentes, e acompanhada da vida d’este servo de deos, e da carta do mesmo veneravel padre á nação portugueza. — Lisboa : A. J. Fernandes Lopes, 1865. — XXX, 400, 352 p.

Главным трудом несомненно считается трактат в 2-х томах «Страсти Христовы» (1-й том издан посмертно в 1601 или 1602 году, 2-й — в 1609 году). А. Ж. Сарайва и О. Лопеш отнесли произведение к литературному мистицизму. Сочинение создавалось украдкой во время пленения без возможности обращения к справочному аппарату, хотя в трактате осуждающе критикуются взгляды мистиков фламандской и немецкой школ XIV и XV веков. Труд составлялся с целью утешения соотечественников, находившихся, как и автор, в плену в Марокко. Писатель исследовал мистику боли, восхваляя в многочисленных перечислениях страдания Христа. Каждая из двух частей (томов) трактата содержит по 25 описаний работ Христа (trabalhos, то есть страданий на современном португальском языке, всего 50), а также иных вех его земного пути, за которыми следуют упражнения (exercícios, толкования) или молитвы безропотности и смирения. Используя средневековый и маньеристский контраст между величием добровольно принятых Богочеловеком страданий и мраком человеческого греха, или же между обещаниями бесконечной посмертной славы и бедственной тщетностью и тяготами существования во плоти, автор трактата, в противоположность испанским босым кармелитам и стольким иным мистикам, стал известен не из-за живописности или энергетики образа, но по причине тёплого восторга, которым он пытается возвысить всю ту горечь как товарищей по неволе так и всей нации для полного сопричастия с болью того, кто служил Посредником (Mediador) между природой человеческой и природой божественной. Автор перечисляет такие многочисленные страдания Христа и рисует их так подробно, что даже Евангелия не дают столь полной картины, но подразумевается, что Иисус вполне возможно мог их претерпевать. Несмотря на то, что реалистические представления о страданиях на крестном пути Иисуса Христа имели долгую историю, Томе де Жезуш, взяв за основу национальные исторические особенности, создал своего рода мистику боли, центром которой избраны страсти Христовы: Бог избирает тех, кто много и смиренно страдает. Однако для Португалии того времени Жузуш не являлся типичной фигурой, поскольку в сравнении с августинцами иезуиты играли тогда более заметную роль. Мистика такого плана, только без теологической составляющей, спустя столетия станет темой «Бедных» (Os Pobres) Раула Брандана.
Испанский перевод Кристована Феррейры де Сампайо издан в Сарагосе в 1631 году, итальянский перевод был опубликован в Риме в 1644 году, латинский перевод вышел в 1676 году.
Другие сочинения
- Письмо о кончине Жуана III, датировано 14 июня 1557
- Жизнеописание брата Луиша де Монтойя (Vida de Fr. Luis de Montoia, Lisboa, 1588). Рукопись содержит 21 главу и 120 фолио.
- Жизнеописание Христа (Vida de Christo, не завершено)
- De oratione Dominica, Antuerpia, 1623
- Oratorio Sacro de soliloquios do Amor divino, e varias devoções a Nossa Senhora, Madrid, 1628
- Praxis veroe fiidei qua Justus vivit, Colonia, 1629
- Tratado dos mysterios principales de N. Sancta Fé

Этот последний трактат о главных таинствах христианской веры автор распространял среди марокканских евреев с целью обращения их в христианство. Кроме того остались неизданные рукописи. Последнее письмо из плена, датировано 27 ноября 1582 года, то есть после заявленной смерти 17 апреля.